# Велі Мерікоскі
Велі Каарло Мерікоскі (фін. Veli Kaarlo Merikoski; 2 січня 1905, Пюхтяа, Велике князівство Фінляндське — 28 грудня 1982, Гельсінкі, Фінляндія) — фінський політик, міністр закордонних справ Фінляндії (1962—1963); професор Гельсінського університету.
Народився 2 січня 1905 року в Пюхтяа, у Великому князівстві Фінляндському.
З 1937 по 1941 рік працював на посаді доцента університету Гельсінкі, а з 1941 по 1970 рік — професором.
З 13 квітня 1962 по 18 грудня 1963 був міністром закордонних справ Фінляндії, представляючи ліберальну Народну партію.
Помер 28 січня 1982 року.